# Chajim Slonimski

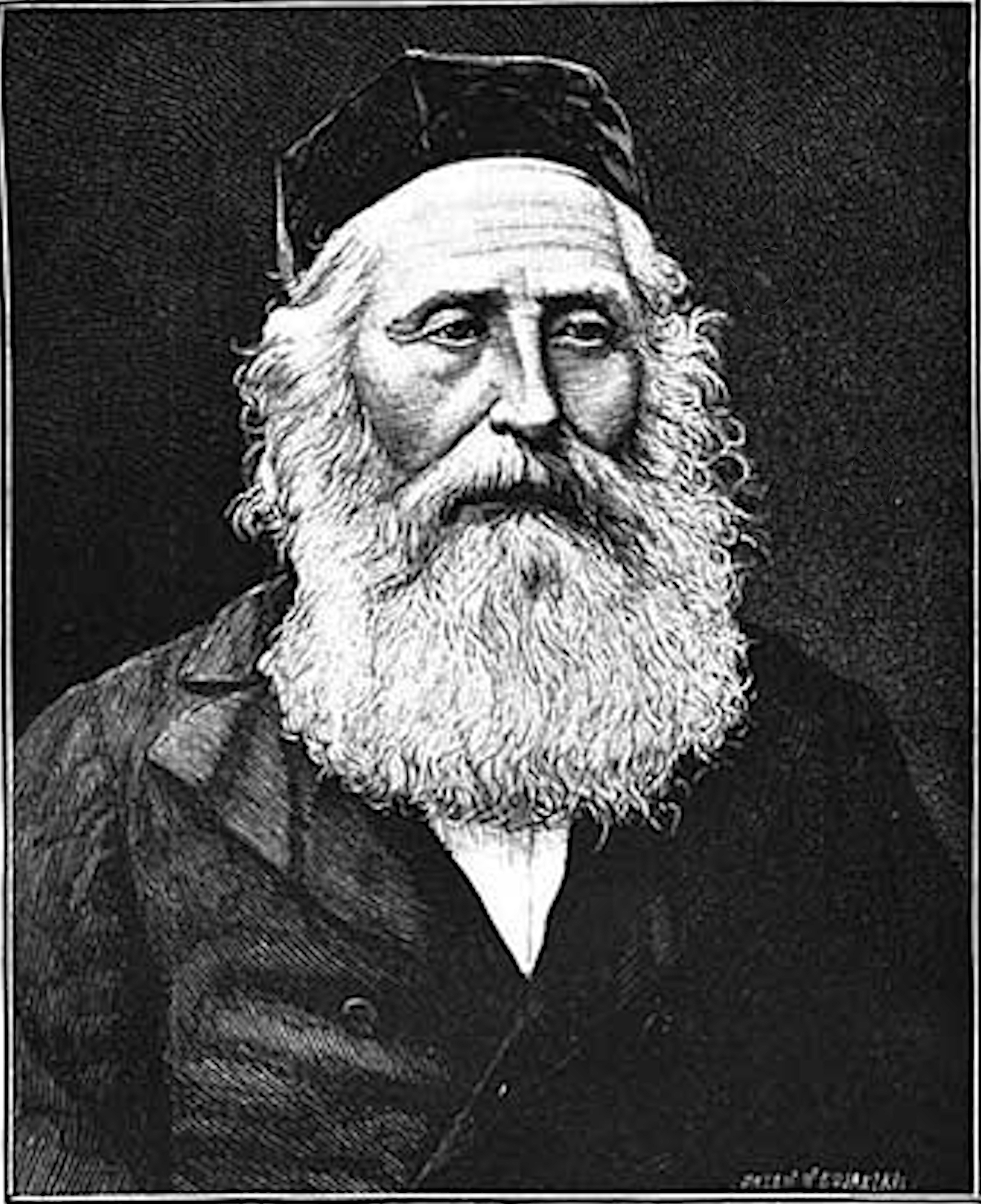
Chajim Selig Slonimski

Chajim Selig Slonimski (hebräisch חיים זליג סלונימסקי) (geboren am 10. März 1810 in Białystok, Russisches Kaiserreich; gestorben am 15. Mai 1904 in Warschau) war ein polnischer hebräischer wissenschaftlicher Schriftsteller, Journalist, Übersetzer, Mathematiker, russischer Regierungszensor für Hebräisch, Verleger, Mechaniker, Erfinder, Astronom, Repräsentant der Haskala und Talmudist.

## Leben

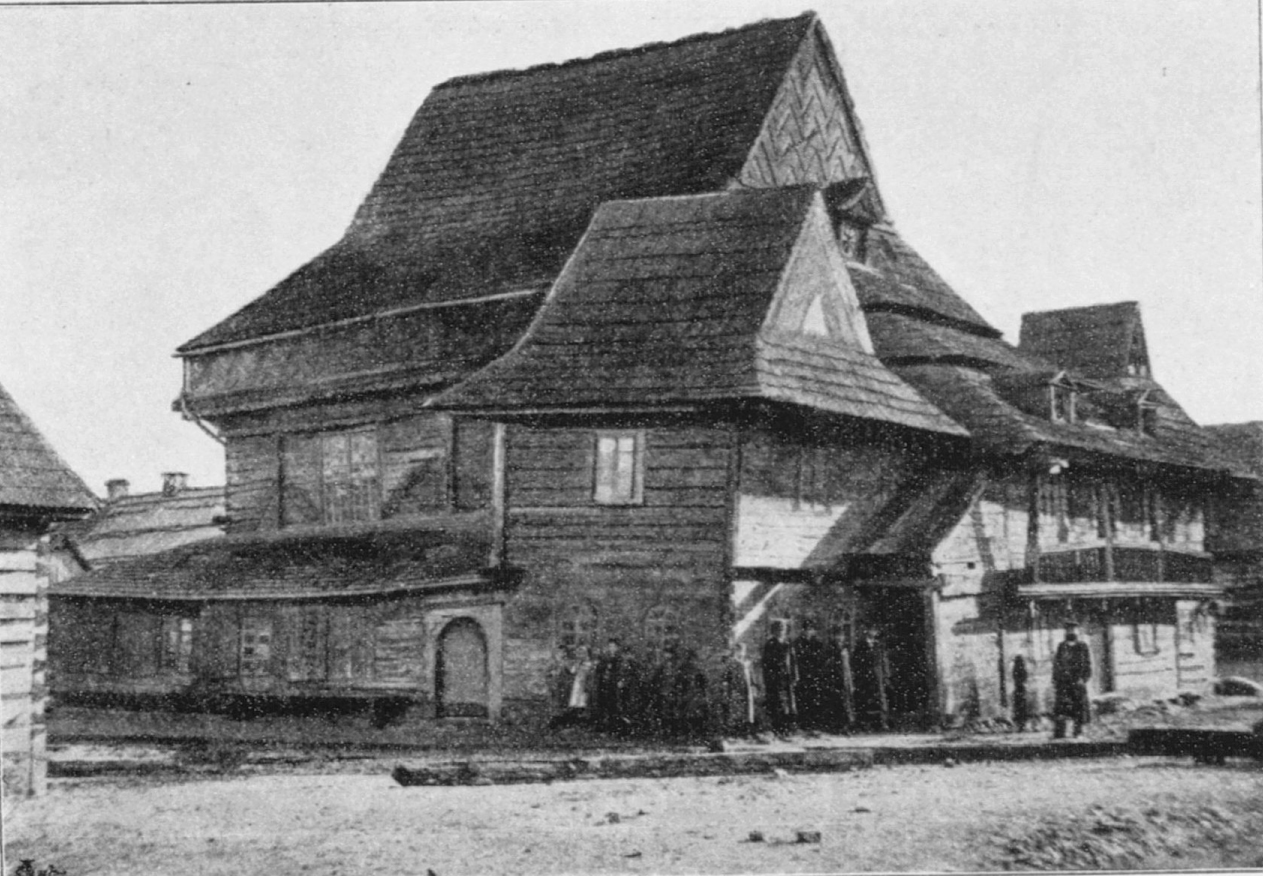
Holzsynagoge von Zabłudów, Aufnahme von 1895

Chajim wurde am 10. März 1810 in der Białystok als Sohn des Glaskrämers Jokob (Ya’aqobh) Slonimski geboren. Über die Mutter sind keine Daten bekannt. Seine Eltern waren mosaischen Glaubens. Obwohl Slonimski in einfachen Verhältnissen aufwuchs, erhielt er eine fundierte talmudische Ausbildung. Sein erster Lehrer war Jechil Zabłudowski, bei dem er Deutsch, Französisch und Russisch erlernte. Schon früh zeichneten sich sein Fleiß und seine autodidaktischen Fähigkeiten beim Lernen ab. Mit 16 Jahren wurde Slonimski nach altem russischem Brauch verheiratet und lebte mit seiner Frau in Sablodoff unweit von Białystok. Im Ehevertrag hatte der Schwiegervater das Versprechen abgegeben, Slominskis Familie über mehrere Jahre mit Essen und Lehrgeld zu versorgen. In dieser Zeit erhielt die Familie mit Rabbi Hirsch Baschkes auch einen neuen Lehrer, der als ausgezeichneter Talmudist galt. Mit siebzehn Jahren löste sich Slominski von seinem Lehrer Baschkes und übernahm seine Aus- und Weiterbildung selbst, da es dem Schwiegervater zunehmend schwerfiel, das Geld für die Ausbildung aufzubringen.

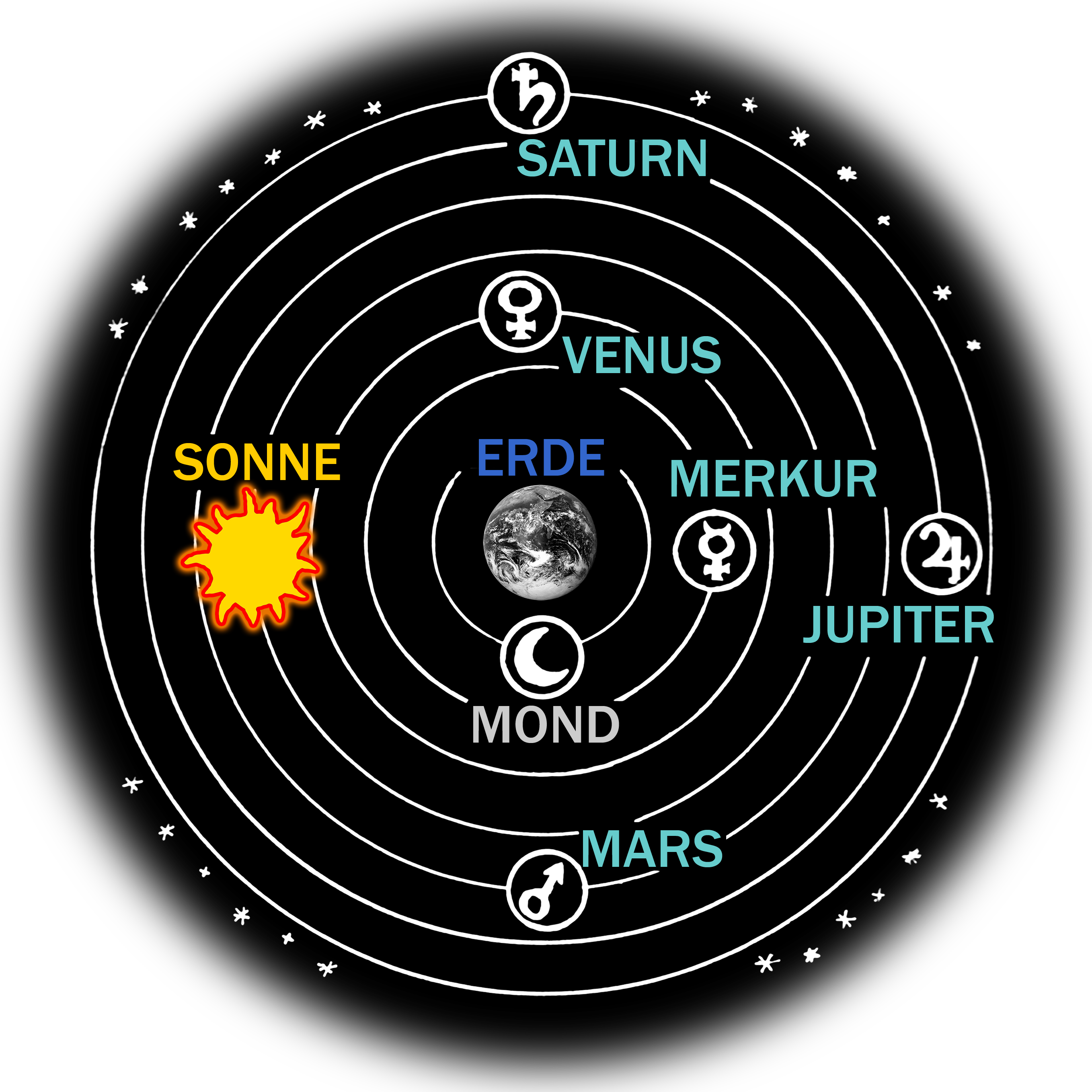
Das ptolemäische System mit der Erde im Zentrum

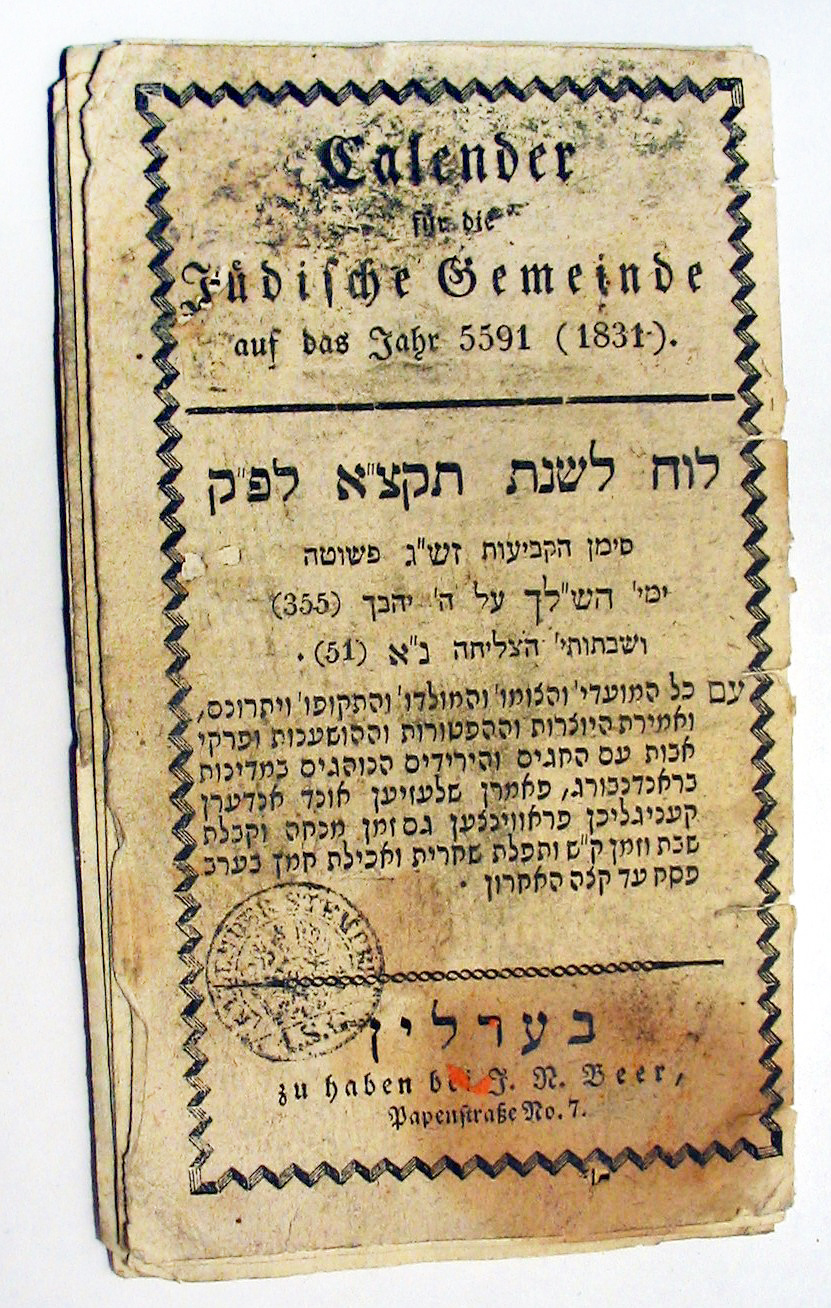
Jüdischer Kalender von 1831

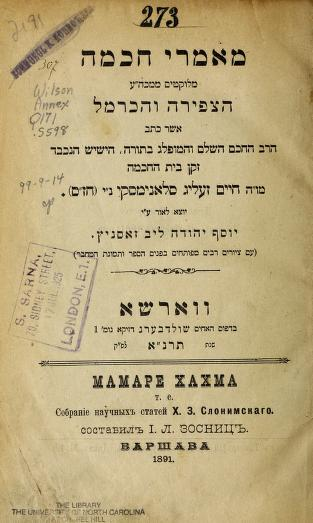
1834 Titelblatt Element der Weisheit von Chajim Selig Slonimski

## Selbststudium und erste Publikationen in Wilna und Warschau
Während seines Selbststudiums der philosophischen und scholastischen Denkweisen kam Slonimski in Kontakt mit den Lehren des jüdischen Kalenders und der Himmelskörper. Er erkannte, dass Maimonides seine Werke unter dem Einfluss des fehlerbehafteten Systems von Claudius Ptolemäus verfasste (ein System mit nicht-heliozentrischem Weltbild). Durch einen Buchverkäufer stieß Slonimski zudem auf das Werk von Raphael Hannover über die Astronomie. Über das Werk des Euklid erschloss er sich die Mathematik und die Algebra Leonhard Eulers. Infolgedessen korrigierte er Fehler und Irrtümer in Werken der Mathematik.
Um für den Unterhalt der Familie zu sorgen, nahm Slonimski eine Stelle als Rechnungsführer in einer Glasfabrik an und nutze vor allem die Nächte, um sich der Wissenschaft zu widmen. Nachdem der Verkauf der Glasfabrik seine finanzielle Lage erschwerte, sah er 1834 die Chance, nach Wilna zu gehen und dort sein Werk Element der Weisheit (in hebräischer Sprache, Teil seines mathematischen Systems) im Buchhandel herauszugeben. In Wilna studierte Slonimski die astronomischen und mathematischen Werke von Joseph-Louis Lagrange, z. B. Théorie des Fonctions analytiques (Theorie analytischer Funktionen) und Mécanique analytique (Analytische Mechanik) sowie das Werk von Pierre-Simon Laplace Traité de mécanique céleste (Abhandlung über die Himmelsmechanik). 1835 veröffentlichte er das astronomische Buch Schweifstern über den Halleyschen Kometen.
Da Slonimskis finanzielle Situation sich auch in Wilna nicht nachhaltig besserte, zog er weiter nach Warschau, wo er möglichst unauffällig zu arbeiten versuchte, da er die von der Polizei geforderten 20 polnischen Groschen Kopfgeld am Tag für nicht-ansässige Juden nicht zahlen konnte. Eines Tages wurde er entdeckt und ins Gefängnis gesteckt. Dank der Bemühungen des mit ihm bekannten Professors Armianski, Direktor der dortigen Sternwarte, kam er bald wieder frei. Trotz der widrigen Umstände veröffentlichte Slonimski in Warschau sein Buch Populäre Astronomie. Es wurde zwar von Wissenschaftlern gelobt, doch es verkaufte sich nicht so gut, als dass es ihn von seinen Geldnöten befreit hätte.

## Rückkehr nach Białystok durch schwierige Lebensumstände
Als Konsequenz verließ Slonimski Warschau und kehrte in seinen Heimatort zurück, wo er einen Viktualienhandel eröffnete und seinem Bruder, der eine Glasfabrik besaß, beim Verkauf von Glaswaren half. Die Ehe von Chajim wurde wegen der zunehmenden Ablehnung seiner Frau gegen seine wissenschaftliche Arbeit und seine schwierigen Einkommensverhältnisse 1836 geschieden. 
Über die damalige jüdische Bildungssituation im Russischen Kaiserreich schrieb sein Freund:

„[… der, … nach einem Büchlein in Octav greift. […] (Sohn der Wirtin) Er warf dem ungebetenen Gast (hier Slonimski) einen zornigen Blick zu … worauf er das Büchlein in aller Bescheidenheit auf seinen früheren Platz zurücklegte. […] […, solche Schriften stehen bei der Menge in Mißkredit können daher nur heimlich, verstohlener Weise im eigenen Sinne des Wortes studiert werden und der Besitzer derselben kömmt, wenn er entdeckt wird, in der Ruf eines „B e r l i n e r‘“ d. h. eines Solchen, der einer modernen Richtung huldigt; ein Ruf, der keines Weges von gutem Klange, sogar empfindliche Folgen, für junge Leute besonders die Folge haben kann, sich nicht angemessen zu verheirathen zu können : eine sehr wesentliche Rücksicht aufwiegt: anderer Folgen nicht zu gedenken, die in materieller und sozialer Beziehung nicht zu den gleichgiltigsten gehören jenem verdächtigen Schriftenkreis, jener librorum prohibitorum (von verbotenen Büchern) an, die man gern heimlich studiert und deren Besitz nicht verrathen sein will: es war dies das durch Inhalt, wie durch Form gleich ausgezeichnete Werk … ein Lehrbuch der Algebra von Ch. S. Slonimski.]
[Solche Erscheinungen sind in einem jüdisch polnischem Wirtshauses nicht Ungewöhnliches, wo man vielmehr selten bei einem Gastwirt oder Arrendar (Pächter) auf dem Dorf einkehrt, der nicht für den Unterricht seiner Kinder Sorge trage und je nach der Verhältnissen mit Schriftwerken in hebräischer Sprache mehr oder weniger versehen wäre … bei einem ächt polnischen oder russischen Gastwirth in der Stadt, geschweige denn auf dem Dorfe schwerlich Etwas finden dürfte, was ein Interesse an „geistigen Leben bekundet. Wenn man daher selbst in Deutschland so oft die Äußerung hört, es sei wünschenswerth den Juden in Polen und Russland zu polonisieren oder zu russifizieren: so legt man an dortige Verhältnisse keines Wegs den richtigen Maßstab an. Den Juden in Deutschland konnte und durfte man es zumuthen sich zu germanisieren : sie traten dadurch in einen Kulturkreis ein, der eine Entwicklung von Jahrhunderten bereits durchgemacht hatte, und der in seiner eigenen Entwicklung gehemmte und zurückgehaltene Jude konnte durch seinen Anschluß an die Nation nur sittlich und geistig gewinnen und gefördert werden; anders ist dies in Polen und Russland.] […] [Schon der Umstand, dass es kaum einen Juden gibt, der nicht lesen und schreiben könnte, erhält ihn über seine Umgebung, wo Tausende ohne Unterricht im Lesen und Schreiben in der Stadt aufwachsen und eine Bibliothek, wie wir sie hier bei dem Sohn unserer Wirthin auf dem Dorfe finden, wohl schwerlich zum zweiten Male auf dem Dorfe zu finden ist, es sei den wieder bei einem jüdischen Arrendar.“

## Das Chajim-Selig-Slonimski-Theorem
Chajim entdeckte bei seinen mathematischen Studien und Berechnungen ein Zahlentheorem, mit dem sich eine Rechenmaschine entwickeln ließe, was ihm später auch gelang.

„Nehmen wir an, daß irgend eine beliebige ganze Zahl, die aus so viel Ziffer als man nur immer will besteht, in irgend einer Ordnung mit den Zahlen 1, 2, 3 bis 9 multipliziert wird: schreiben wir alle Produkte, das eine unter das andere, ohne wie bei der gewöhnlichen Multiplikation immer um eine Stelle hereinzurücken, so erhalten wir volle, neunziffrige Vertikalreihen. Nennen wir der Kürze halber, die Aufstellung der Zahlen in eine Reihe, eine Form; vermöge des Theorems des Herrn Slonimski wird die Zahl p der verschiedenen Formen durch die sehr einfache Formel p=10 (q+1) ausgedrückt, in welcher q die Zahl der ächten Brüche bedeutet, die von einander verschieden sind und zu Nennern die Multiplikatoren 2, 3, 4, bis 9 haben. In diesem Falle zeigt eine einfache Berechnung, daß es nicht mehr, als 280 neunziffrige Vertikalreihen gibt, die der Form nach von einander verschieden sind.“

## Rückkehr nach Warschau

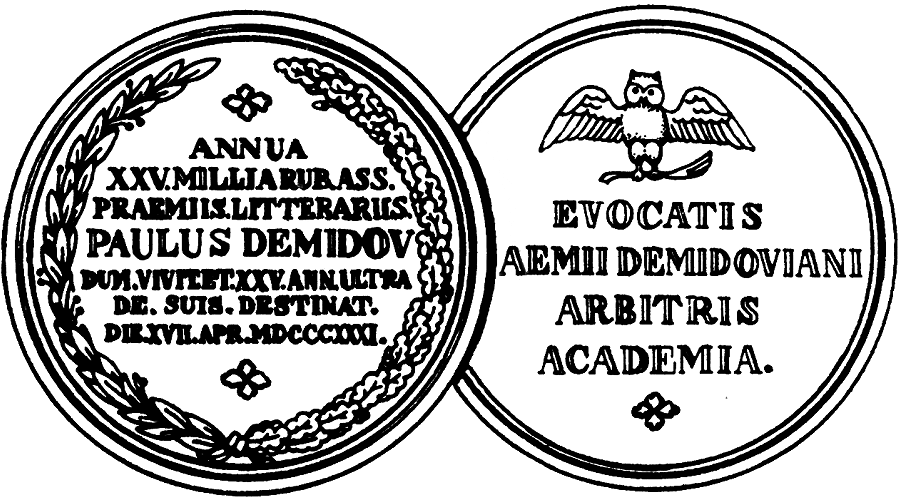
Demidow-Preis

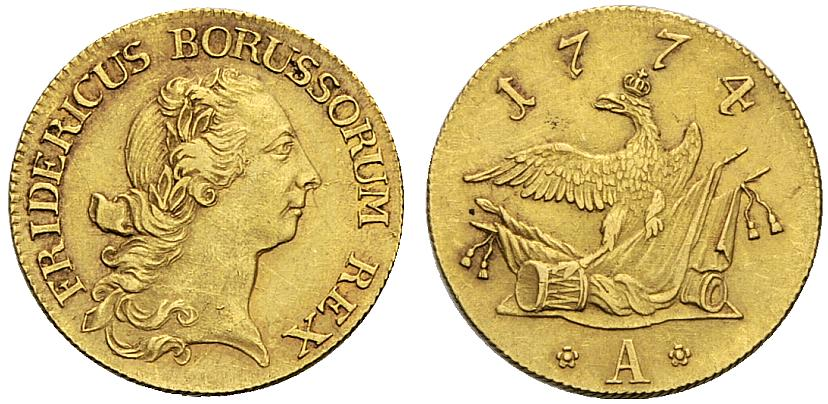
Friedrich d’or Münze

Nach der Scheidung kehrte Slonimski nach Warschau zurück, wo er seine Verbindung zu Abraham Stern auffrischte und 1842 auch dessen Tochter Sara heiratete. Abraham stellte selbst Forschungen zu Rechenmaschinen an und erkannte das wissenschaftliche Potential Slonimskis. In Warschau erhielt Slonimski zudem eine Stelle in der jüdischen Gemeinde. Dies sicherte ihm ein regelmäßiges Einkommen. Seine Schriften und Studien befassten sich weiterhin unter anderem mit Mathematik, Physik, Astronomie und Kalenderwesen (Slonimski-Formel).
1840 erfand Slonimski eine auf seinem selbst entdeckten mathematischen Theorem begründete Rechenmaschine, für die er als erster jüdischer Wissenschaftler am 26. Mai 1845 den Demidow-Preis der Petersburger Akademie der Wissenschaften erhielt. Bereits im Vorjahr 1844 reiste er nach Berlin, wo er seine Rechenmaschine an der Akademie der Wissenschaften präsentierte und um eine Daueranstellung ansuchte. Für diese Reise nach Berlin konnte er auf finanzielle Unterstützung des Warschauer Bankiers Mathias Rosen zählen, der seine Arbeit bewunderte.
In Berlin stieß Slonimski auf große Anerkennung seitens des Fachpublikums und konnte mit bedeutenden Wissenschaftlern Bekanntschaft schließen, z. B. mit den Astronomen Christian Ludwig Ideler, Carl Gustav Jacob Jacobi, Johann Franz Encke und Friedrich Wilhelm Bessel sowie mit dem bekannten Mathematiker August Crelle (Begründer und Herausgeber des Journals für die reine und angewandte Mathematik) sowie mit Alexander von Humboldt, dessen Werk Kosmos er später ins Hebräische übersetzte.
Humboldt wurde zu einem großen Gönner Slonimskis und empfahl ihn beim Preußischen König und der Russischen Akademie der Wissenschaften. Während eines Aufenthalts von Friedrich Wilhelm IV. in Königsberg wurde ihm Chajim vorgestellt, im Zuge der Audienz erhielt er 50 Friedrich d’or als Geschenk für seine Rechenmaschine und für die Rückfahrt nach Warschau. Slonimski fand auch in Iwan Fjodorowitsch Paskewitsch einen weiteren Unterstützer, der ihm Finanzmittel zur Verfügung stellte, um seine Rechenmaschine in Petersburg an der Akademie der Wissenschaften zu präsentieren. Allerdings kam es zu einer mehrmonatigen Verzögerung der Reise, da man ihm in Wilna den Reisepass verwehrte, weil er keine Handelsgeschäfte in Petersburg nachweisen konnte. Durch nicht weiter benannte einflussreiche Fürsprecher ließ man ihn letztendlich reisen.

## Die persönliche Ehrenbürgerschaft von Nikolaus I.
Zar Nikolaus I. verlieh Slonimski bei einer Audienz zur praktischen Vorstellung seiner Rechenmaschine 1845 die persönliche Ehrenbürgerschaft für seine Erfindung und seine wissenschaftlichen Verdienste.

„Ukas an den dirigirenden Senat. Dem Hebräer Selig Slonimski, gebürtig aus der Stadt Bialystok, befehlen Wir allergnädigst, zur Belohnung für seine gelehrten und nützlichen Arbeiten im Gebiete der Mathematik, in den persönlichen Ehrenbürgerstand zu erheben. Peterhof d. 26 Juli 1845 (gez.) Nikolai I.“

## 1857 – Ein Geburtstagsgeschenk für Alexander von Humboldt
Zur Ehrung Humboldts verfasste Slonimski 1857 das Werk Alexander von Humboldt, Eine biografische Skizze. Dem Nestor des Wissens gewidmet zu seinem 88. Geburtstag von S. Slonimski in hebräischer Sprache. Mit einem Dankschreiben drückte Humboldt seine Freude über das Werk und seine Verehrung und Hochachtung für Slonimski und Rabbiner Michael Sachs aus.

„Verehrter Herr Slonimski!
Ich bin tief in Ihrer Schuld durch so lange Verzögerung des Dankes für eine Ehre, die Eu. Wohlgebohren mir so wohlwollend bereitet haben. Die unruhige Lage, in der ich lebe, in einer politisch und gesellschaftlich so sehr bewegte Zeit, kann mich kaum rechtfertigen. Der hebräischen Literatur leider entfremdet, aber von früher Jugend an mit den edelsten Ihrer Glaubensgenossen innigst verbunden, ein lebhafter und ausdauernder Verfechter der ihnen gebührenden und so vielfach noch immer entzogenen Rechte, bin ich nicht gleichgültig für die Ehre, die Sie mir erwiesen haben. Das Zeugniss eines tiefen, orientalischen Sprachkenners, des vortrefflichen, so mannigfach ausgebildeten Dr. Michael Sachs, kann eine solche Auszeichnung nur erhöhen. Es ist für den biographisch Belobten fast eine Beruhigung, der Ursprache nicht mächtig zu sein. Ich werde von Dinstag an wieder einige Wochen in Berlin wohnen – und von Dinstag an wird jeder Tag zwischen 1 und 2 Uhr es mir eine Freude sein, Herrn Slonimski, falls er nicht schon nach Warschau zurückgekehrt ist, in Berlin zu empfangen und Ihnen den Ausdruck der innigen Hochachtung mündlich zu erneuern, die Ihren schönen früheren wissenschaftlichen Bestrebungen gebührt.
Eu. Wohlgebohren gehorsaster Alexander von Humboldt.“

## 1862 – Gründung seiner Zeitung Ha-Zefira

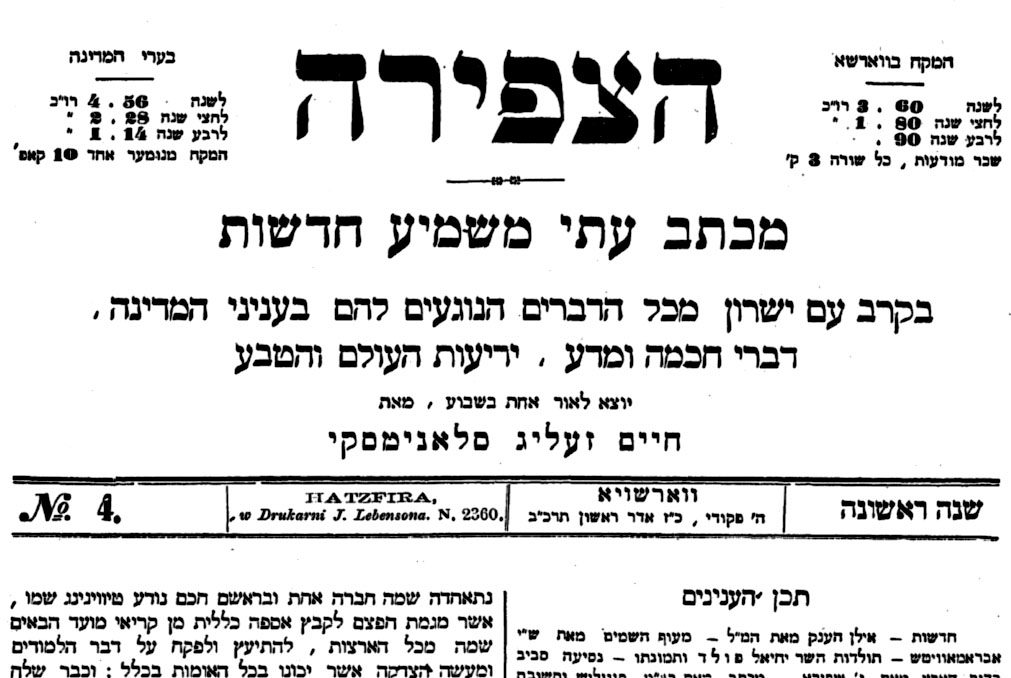
Titelblatt Ha-Zefira

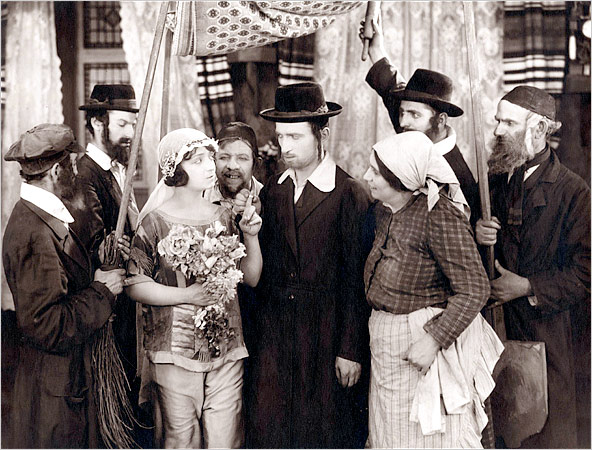
Jiddisches Theater

Slonimski gründete im Jahr 1862 die hebräische Zeitung Ha-Zefira, im Jahr 1879 wurde der jüdische Journalist und Schriftsteller Nachum Sokolow sein Assistent. Die Zeitung war das vierte Wochenblatt Osteuropas in hebräischer Sprache:
- Zeitung Ha-Meliz, Gründer Alexander Zederbaum
- Zeitung Ha-Maggid, Gründer Davit Gordon und Eli’eser Lipman Silberman
- Zeitung Ha-Karmel, Gründer Samuel Joseph Finn
- Zeitung Ha-Zefira, Gründer Chajim Selig Slonimski
- Zeitung Ha-Yom, Gründer Jehuda Leib Kantor[19]

## 1862–1873 – Rabbinerseminar in Schitomir
Von 1862 bis zur Schließung 1873 war Rabbi Slonimski Leiter der Rabbiner-Schule in Shitomir (heutige Ukraine), bekannt auch als Rabbinerseminar Schitomir. Zu seinen Schülern gehörte Abraham Goldfaden, der 1864 mit seinen Mitschülern das erste jiddische Theaterstück Serkele von Salomon Ettinger in der Schule uraufführte und die Hauptrolle übernahm. Ein weiterer bekannter Schüler des Seminars war der jiddisch-hebräische Schriftsteller Mendele Moicher Sforim, der dort für sein Rabbinerdiplom studierte.

## 1881 – Eröffnung der Bibliothek an der Warschauer Reformsynagoge

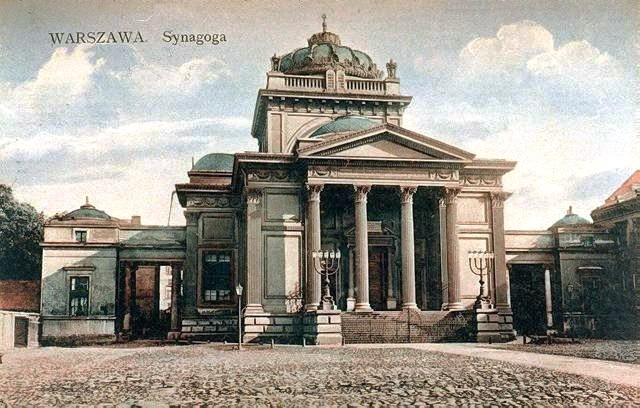
Große Synagoge in Warschau

Ein weiterer Erfolg Slonimskis war die Eröffnung der Bibliothek an der Großen Synagoge in Warschau 1881. Dabei unterstützten ihn der polnische Rabbiner, Prediger und Übersetzer Izaak Cyckov (1841–1908), Ignaz Bernstein und der polnisch-jüdische Bibliothekar Moses Moszkowski (1826–1904).

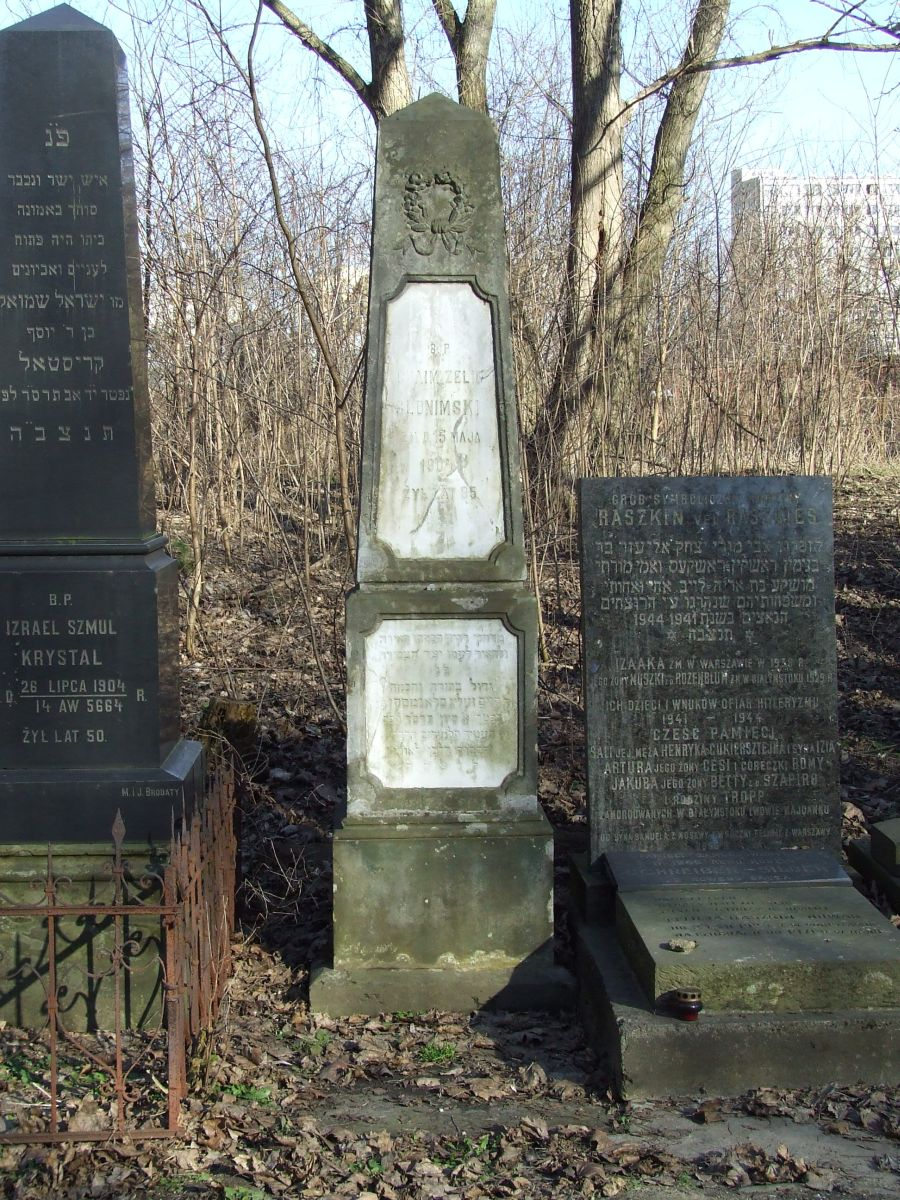
Das Grab von Chajim Selig Slonimski auf dem jüdischen Friedhof an der Okopowa-Straße in Warschau

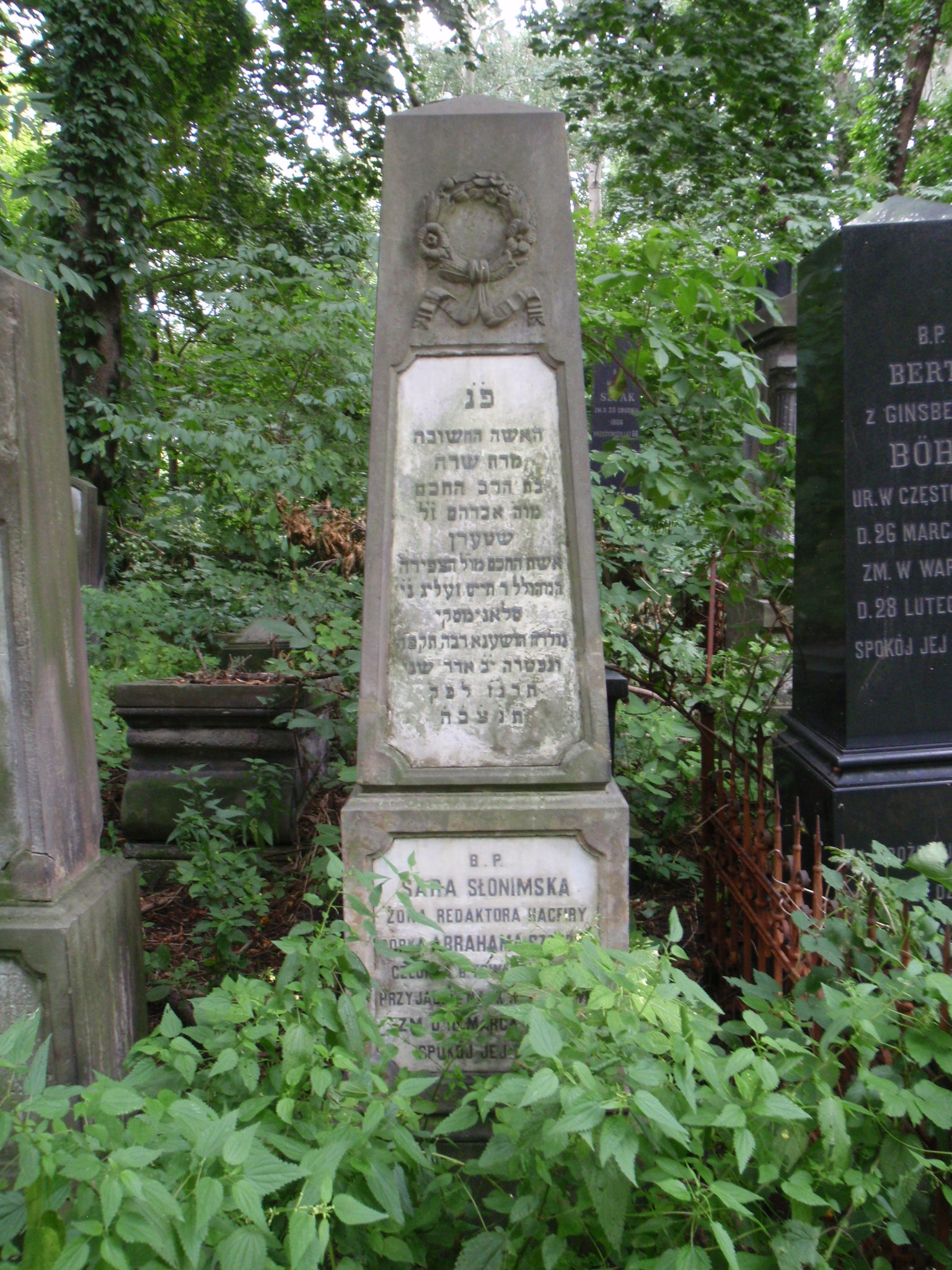
Das Grab von Sahra (Sara) Slonimski auf dem jüdischen Friedhof an der Okopowa-Straße in Warschau

Chajim Selig Slonimski verstarb am 15. Mai 1904 in Warschau, sein Grab befindet sich auf dem Jüdischen Friedhof an der Okopowa-Straße, neben dem Grab seiner zweiten Ehefrau Sahra Slonimski geb. Stern.

## Familie
- ein Bruder (keine Lebensdaten), Besitzer einer Glasfabrik.
- 1842 Sara Stern (1824–1897) 2. Ehefrau, Tochter von Abraham Stern
- Sohn Abram Jacob (1845–1849), im Alter von 4 Jahren verstorben.
- Sohn Leonid (Loudvig Zinovevitch) (1849–1918), jüdisch-russischer Journalist, Publizist, Ökonom und Rechtsanwalt, schrieb ein Buch über die Lehren von Karl Marx (Leonid Loudvig Zinovevitch Slonimskiĭ: Karl Marx’ nationalökonomische Irrlehren, eine kritische Studie von Ludwig Slonimski. Übersetzt und eingeleitet von Max Schapiro, 1897). Dessen Söhne (Enkel von Chajim) waren der sowjetische Schriftsteller Michail Leonidowitsch, der Literaturwissenschaftler Alexander (1881–1964) und der amerikanische Musikwissenschaftler Nicolas.
- Sohn Stanisław (1853–1916), Arzt
- Sohn Joseph (1860–1934), polnischer Linguist
- Enkel Antoni Słonimski, Sohn von Stanisław[25][26][11][27][28]

## Erfindungen
- Slonimski-Formel (Kalenderberechnung)
- Slonimski-Theorem (neues mathematisches System für Rechenmaschinen)
- 1851 Chemisches Verfahren zur Bleibepanzerung von Stahlschiffen
- 1853 Verbesserung der Dampfmaschine, die Patente erhielt die Firma Borsig
- 1853 Chemisches Eisenschutzmittel
- 1856 Telegraph, der das Senden und Empfangen von vier Telegrammen gleichzeitig ermöglichte (Mehrfachtelegrafie, gemeinsam mit Aron Bernstein). Die Preußische Post kaufte das Verfahren, das 1856 von William Thomson  verbessert wurde.[29][30][31][11]

## Eigene Werke
- Mossde-Ha-Hochma Lehrbuch für die Jugend (in hebräischer Sprache), über sämtliche physikalische Wissenschaften
- 1835 Comet Cuchba de Schebith sein erstes Werk über die Bewegung und Gestalt der Erde (Astronomie) und über den Halleyschen Kometen
- 1838 Toldoth Schomajim ein weiteres astronomisches Werk. Belobigt (in polnischer Sprache) von den Astronomen Jan Baranowski und Franz (Franciszek) Arminski (1789–1848).[32]
- 1841 Lehrbuch der astronomischen und optischen Wissenschaften, so wie die Sonn- und Mondberechnungen und ihre Finsternissen[33]
- Hayim Selig ben Ya’aqobh Slonimski: Yesode ha-ibur (Grundelemente der hebräischen Chronologie mit Tabellen). Verlag Schriftgisser, 1852 (books.google online, hebräisch).

## Ehrungen
- Slonimski Street, Tel Aviv-Yafo Israel